# Kouros von Apollonas

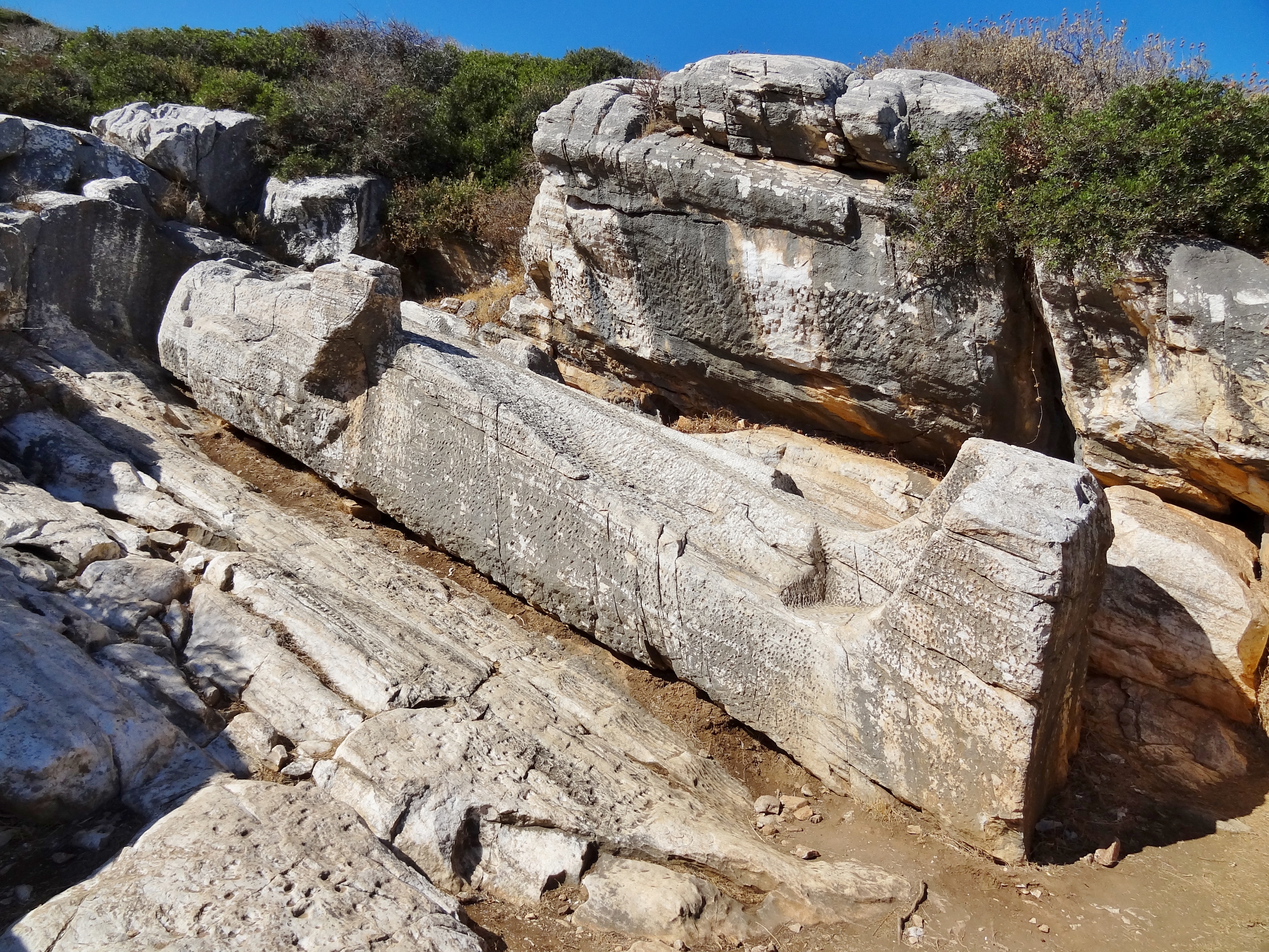
Kouros von Apollonas oder Koloss des Dionysos

Der Kouros von Apollonas, auch Koloss des Dionysos genannt, ist eine 10,70 Meter große unfertige Statue aus hellgrauem Naxos-Marmor mit einem Gewicht um die 80 Tonnen. Er befindet sich in einem antiken Steinbruch in der Nähe von Apollonas, einem kleinen Ort im Norden von Naxos, einer der griechischen Inseln der Kykladen im Ägäischen Meer. Die Statue aus der archaischen Zeit des antiken Griechenlands ist vom Typ des Kouros aus der Wende des 7./6. Jahrhunderts v. Chr.

## Namensgebung

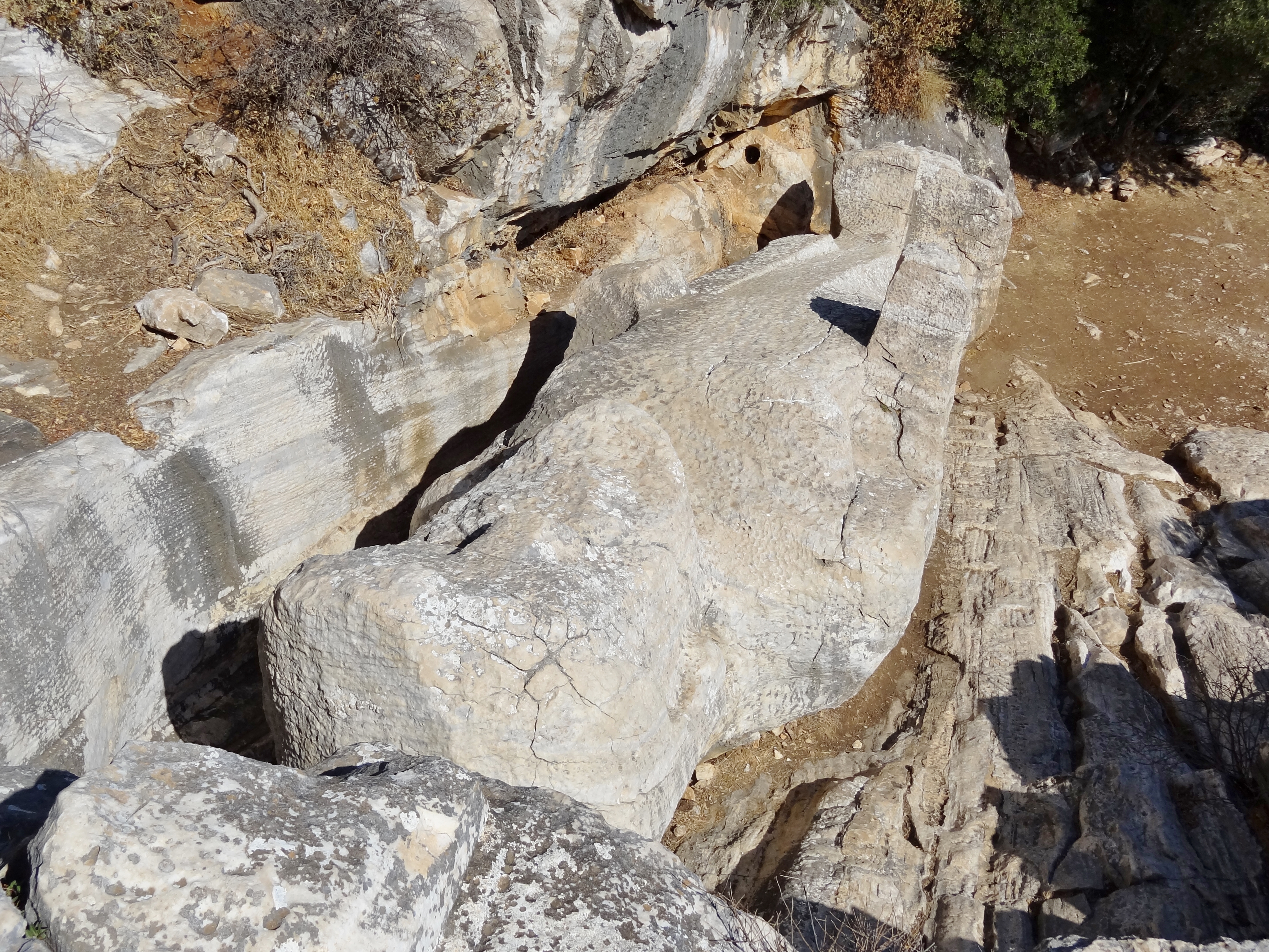
Der Kouros vom Kopfende

Die Statue wurde früher für eine Apollon-Statue gehalten, da sie bei dem Ort Apollonas lag. Bereits im 15. Jahrhundert verlieh ihr Bondelmonte wegen der Nähe zum Apollon-Heiligtum den Namen „Statue Apollonis“. Ludwig Ross bezeichnete sie im Jahre 1840 als Statue des Apollon, obwohl bekannt war, dass der Ortsname Apollonas von einer Inschrift im nahegelegenen Heiligtum stammte. Der Name hielt sich lange Zeit, obwohl Wilhelm von Massow bereits im Jahre 1932 die Statue Dionysos zuordnete. Heute wird sie als Kouros eingeordnet.
Der Kouros von Apollonas wird hin und wieder als Kouros von Naxos bezeichnet. Dies ist nicht eindeutig, da bei Melanes zwei weitere überlebensgroße Kouroi von Flerio existieren.

## Herstellung
Nach Carl Blümel, einem Bildhauer und Direktor der Berliner Antikensammlung, arbeiteten die griechischen Steinbildhauer der Frühzeit anfänglich wie die ägyptischen Steinbildhauer. Die äußere Form der Figur wurde aufgezeichnet bzw. eingeritzt. Die Skulpturen konnten von allen Seiten bearbeitet werden. Sie arbeiteten Schicht um Schicht ab. In diesen Arbeitsvorgängen entstanden flächig umrissene Konturen. Die Steinbildhauer arbeiteten also niemals an einem Bein, Arm oder Kopf für sich, sondern hatten stets das Ganze im Auge, und die Figur war in jedem Stadium der Arbeit ganzheitlich. Erst nach dem Ausarbeiten der äußeren Kontur verrundeten sie die Figur. Dies ist deutlich an der Plastik von Apollonas zu erkennen.
Sie benutzten bronzene Spitzmeißel, daher hatten die Skulpturen unzählige punktförmige Löcher, die möglicherweise auch durch Zweispitze oder Spitzhämmer entstanden und im Laufe des Arbeitsprozesses mit immer feineren Spitzeisen und feineren Hieben bearbeitet wurden. Da bei dieser Arbeit die Kristallkörner des Marmors zertrümmert wurden, entstand in der Endbearbeitung eine seidenartige Oberfläche.

## Steinbruch

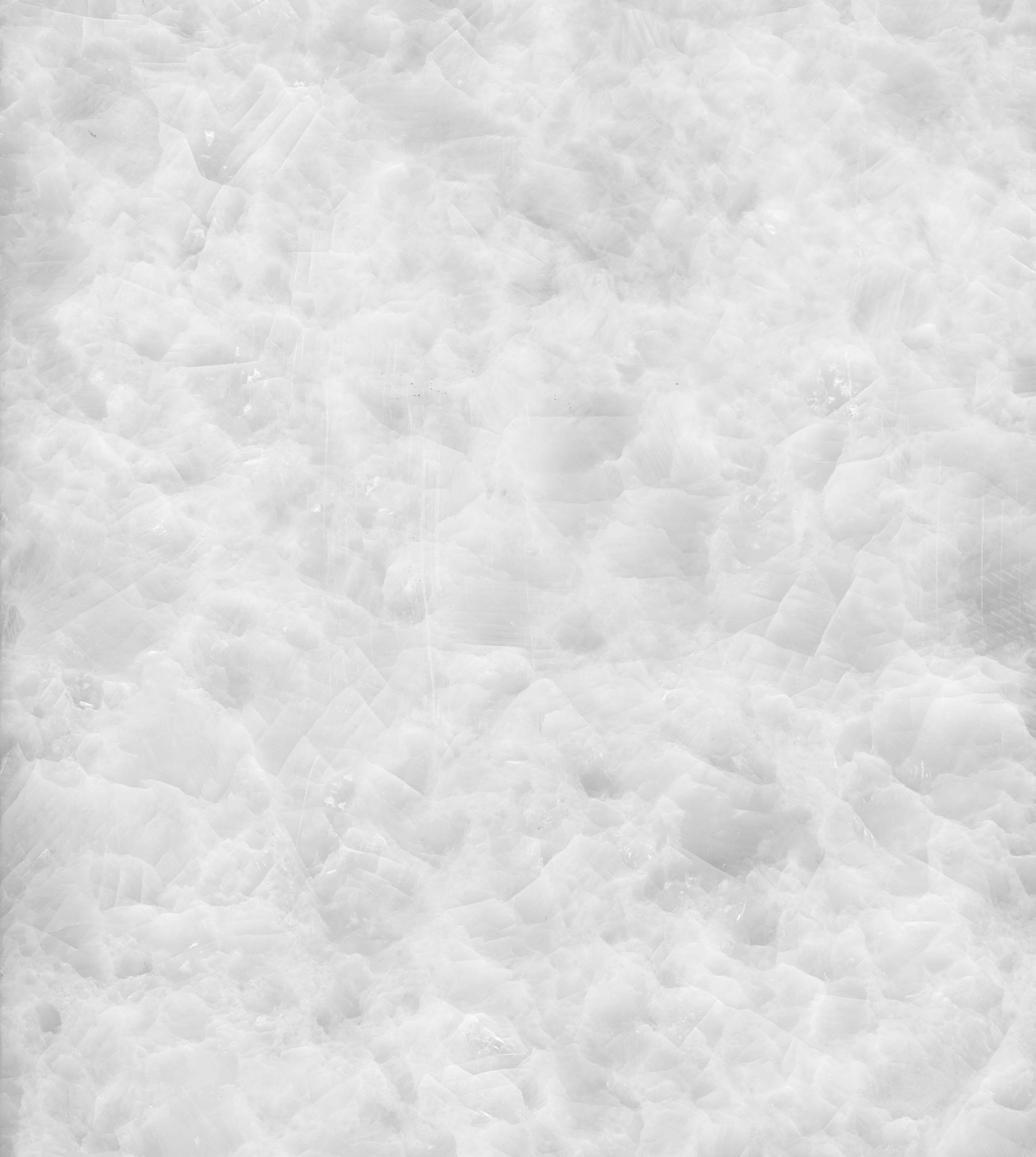
Muster des grobkörnigen hellgrauen bis bläulichen Naxos-Marmors vom Typ „Alexander“ aus Kinidaros

Der Kouros von Apollonas liegt in einem antiken Marmorsteinbruch, der einer der ältesten Steinbrüche Griechenlands ist. Er liegt unweit von Apollonas an einem unbefestigten Weg über dem Ort. Es handelt sich um einen typischen Oberflächensteinbruch, in dem in der damaligen Zeit aus den Gesteins- oder Erdschichten herausragende Gesteinskörper oberflächennah abgebaut wurden.

## Steintransport
Die Statue, die auf etwa 80 Tonnen Gewicht geschätzt wird, wurde auf drei Seiten aus dem Gestein frei gehauen. Der auf dem Rücken liegende Kouros wurde nicht fertiggestellt. In die Rückseite des Kouros sind 5 bis 8 cm breite Keillöcher geschlagen worden, die im Abstand von 32 bis 37 cm angelegt wurden. In der Mitte zwischen dem Rücken des Kouros und Gestein ist ein rechteckiges Loch mit einer Breite von 40 cm und 10 × 10 cm erkennbar angebracht, das für die Aufnahme des hölzernen Hebebalkens vorgesehen war. Diese Aussparung befindet sich im Schwerpunkt des griechischen Monolithen. Diese antike Steingewinnungstechnik kann durch Spuren an zahlreichen Stellen des Steinbruchs nachvollzogen werden, da der Steinbruch in späterer Zeit nicht weiter genutzt wurde. Die Figur liegt in Richtung Norden um 30° schräg nach unten geneigt. Sie wurde an der Ostseite um 19 cm angehoben und ist um 32 cm nach Norden hangabwärts verschoben. Darauf hat bereits im Jahre 1936/37 S. Casson hingewiesen.
Es handelt sich um den ersten Versuch des Steintransports dieses Kouros, da eine in Stein geschlagene Bahn zum weiteren Transport nicht vorhanden ist. Die Figur blieb aufgrund ihrer Größe und ihres Gewichts im Steinbruch unfertig liegen.

## Beschreibung des Kouros

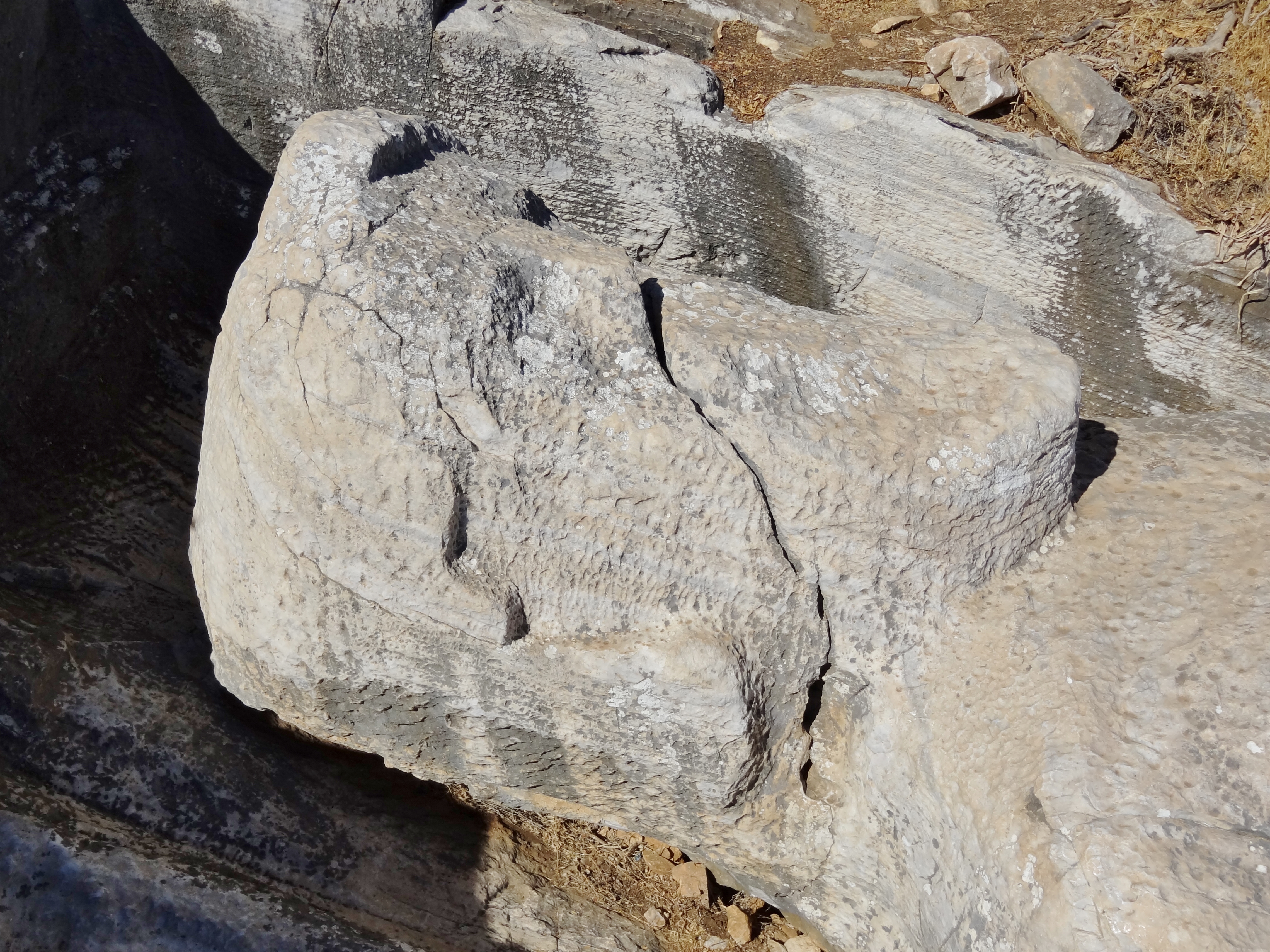
Der Kopf des Kouros

Die Figur ist blockartig freigelegt, der Körper, der Kopf mit Bart und die Ohren sind in ihrer äußeren Form erkennbar, auch der Ansatz von Haaren. Die Arme haben die Steinmetzen rudimentär rechteckig ausgehauen und die Ausbildung der Füße ist in ihrer äußeren Form begonnen worden, sie befinden sich auf einer 50 cm großen Plinthe. Die Gesteinsschicht, in der der unvollendete Kouros liegt, zeigt Lagerungen im Stein, die längs durch den gesamten Körper führen. Inwieweit Rissbildungen bereits in vorchristlicher Zeit bestanden, kann nicht nachvollzogen werden. In einer Abbildung des Zeichners Schaubert auf einem Kupferstich von 1835 sind Risse erkennbar.

## Deutung
Bei den Kouros-Statuen handelt es sich in den meisten Fällen um die Darstellung unbekleideter Jünglinge, die ihre Arme seitlich am Körper angelegt haben. Am Kouros von Apollonas ist erkennbar, dass es sich um die Darstellung eines älteren Mannes mit Bart handelt und dass dieser Kouros den rechten Arm abgewinkelt nach vorne strecken sollte.
Die archaischen Kouroi sind in der Vergangenheit als Apollon-Darstellungen interpretiert worden. Der Kouros von Apollonas ist wegen seines Bartes als griechische Gottheit Dionysos zu deuten.

## Sonstiges
Zwei weitere unfertige, überlebensgroße und an den Füßen abgebrochene Kouroi, die Kouroi von Flerio, befinden sich bei Melanes auf Naxos in einem dörflichen Garten und in einem Steinbruch im Freien. Sie werden in einen unteren und oberen Kouros unterschieden, wobei einer ohne Plinthe 5,5 Meter hoch ist und der andere mit Plinthe 5,5 Meter hoch geworden wäre. Aus diesem Marmorvorkommen bei Melanes stammt der etwa 9 Meter große und 25 Tonnen wiegende Koloss der Naxier auf der Insel Delos.
Auf Naxos gab es zwei weitere Kouroi, die unterlebensgroß und nicht vollendet sind. Einer lag im Steinbruch von Apollonas und wurde 1834 von Ludwig Ross ins Museum von Athen transportiert. Ein weiterer aus Flerio befindet sich im Museum von Naxos auf einer Terrasse.